# Anne Charles Basset de Montaigu
Anne Charles Basset de Montaigu , né le 10 juin 1751 à Versailles (Yvelines), mort le 8 mai 1821 à Lunéville (Meurthe-et-Moselle), est un général français de la Révolution et de l’Empire.

## États de service
Il entre en service le 6 avril 1768, dans le corps de la Gendarmerie du Royaume de la France, et y sert jusqu’à la réforme de ce corps le 1er avril 1788.
Le 1er septembre 1791, il est nommé adjudant-major du 3e bataillon de volontaires de la Meurthe, et le 18 octobre 1792, il passe lieutenant-colonel commandant ce bataillon. Le 1er mai 1793, il se trouve à l’affaire de Valenciennes, et il s’empare de deux villages occupés par l’ennemi.
Il est promu général de brigade provisoire le 1er novembre 1793, par le général Jourdan, et il est confirmé dans son grade le 31 décembre suivant. Il passe général de division le 21 mai 1794, et il rejoint l’armée de Sambre-et-Meuse. Le 26 juin 1794, il se trouve à la bataille de Fleurus, et le 11 juillet il reçoit le commandement de Bruxelles. Commandant la 8e division de l’armée de Sambre-et-Meuse le 11 octobre 1794, il est destitué et réintégré un mois plus tard sous les ordres du général Pichegru, qui lui donne le 25 décembre le commandement de la 3e division d'infanterie, et la ligne militaire entre Neuss et Nimègue.
Le 24 juillet 1795, il est employé à l’armée du Rhin, comme commandant de la 6e division, et le 31 octobre suivant il prend provisoirement le commandement de Mannheim assiégé. Il est obligé de capituler le 21 novembre 1795, et il est fait prisonnier.
De retour en France en avril 1796, il apprend que sa conduite dans la défense et la reddition de Mannheim a été calomniée, il demande donc à être jugé. Après 19 mois de captivité, il est déclaré innocent à l’unanimité le 25 octobre 1797, et il est mis en congé de réforme le 8 mars 1799. 
Il est fait chevalier de la Légion d’honneur le 29 mars 1805, et il est admis à la retraite le 20 juin 1811.
Il meurt le 8 mai 1821 à Lunéville.

## Distinctions
- Chevalier de l'ordre royal et militaire de Saint-Louis.
- Chevalier de la Légion d'honneur par décret du 8 germinal an XIII (29 mars 1805).

## Sources
- (en) « Generals Who Served in the French Army during the Period 1789 - 1814: Eberle to Exelmans »
- Baptiste-Pierre Courcelles, Dictionnaire historique et biographique des généraux français : depuis le onzième siècle jusqu'en 1822, Tome 1, l’Auteur, 1820, 490 p. (lire en ligne), p. 364.
- « Cote LH/131/30 », base Léonore, ministère français de la Culture
- Docteur Robinet, Jean-François Eugène et J. Le Chapelain, Dictionnaire historique et biographique de la révolution et de l'empire, 1789-1815, volume 2, Librairie Historique de la révolution et de l’empire, 900 p. (lire en ligne), p. 177.
- Charles Théodore Beauvais et Vincent Parisot, Victoires, conquêtes, revers et guerres civiles des Français, depuis les Gaulois jusqu’en 1792, tome 26, C.L.F Panckoucke, janvier 1822, 414 p. (lire en ligne), p. 103.
- (pl) « Napoléon.org.pl »
- Recherches historiques et critiques sur Versailles - Jean Eckard - 1834
- Biographie des hommes remarquables du département de Seine-et-Oise - Ernest Daniel, Hippolyte Daniel - 1832